# Praterie alofile del Sahara
Le praterie alofile del Sahara sono una ecoregione definita dal WWF (codice ecoregione: PA0905) che raggruppa alcune località aride e semiaride sparse all'interno del deserto del Sahara, caratterizzate dalla presenza di vegetazione alofila.

## Territorio
L'ecoregione raggruppa aree isolate presenti in Marocco, Algeria, Tunisia, Libia, Egitto, Sahara occidentale e Mauritania note come "sebkha" o "chott"; si tratta di depressioni saline sparse nel Sahara che rimangono asciutte per la gran parte dell'anno. Tra di esse le più estese sono Chott Melrhir, Oued Rir, Chott el Hodna, Sebkha Tidikelet, Sebkha Timimoun, Tefedest, Chott el Jerid e le depressioni di Qattara e Siwa in Egitto.

## Flora
La vegetazione di questa ecoregione risulta composta da specie erbacee spiccatamente alofile, cioè dotate di adattamenti morfologici e fisiologici che ne permettono l'insediamento su terreni con concentrazioni di cloruro di sodio che risulterebbero tossiche per la maggior parte delle piante. Specie pioniera di queste fitocenosi è la salicornia strobilacea (Halocnemum strobilaceum), cui si associano in varia misura altre chenopodiacee dei generi Atriplex (Atriplex halimus), Salsola (Salsola vermiculata, Salsola tetrandra), Suaeda (Suaeda vermiculata) e Traganum (Traganum nudatum), nonché Tamarix spp. (Tamarix amplexicaulis, Tamarix boveana, Tamarix pauciovulata).
Nelle aree più ricche di acqua, come le depressioni di Qattara e l'oasi di Siwa, possono crearsi stagni salmastri con presenza di Phragmites spp. e Typha spp.

## Fauna

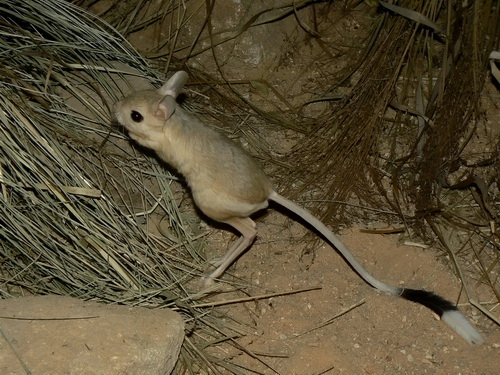
Il topo delle piramidi è uno dei piccoli mammiferi che popolano l'ecoregione

Il principale predatore presente nell'ecoregione è il fennec (Vulpes zerda). Tra gli altri mammiferi presenti in queste aree ci sono diverse specie di gerbilli i più comuni dei quali sono il gerbillo nano (Gerbillus nanus) e il dipodillo del Nordafrica (Dipodillus campestris); presenti anche il gerbillo dalla coda grassa (Pachyuromys duprasi), il merione di Shaw (Meriones shawi) e il merione di Sundevall (Meriones crassus). Altri piccoli mammiferi presenti sono i ratti delle sabbie (Psammomys obesus e Psammomys vexillaris), roditori adattati a nutrirsi delle foglie e dei fusti delle chenopodiacee, e altre specie adattate agli ambienti desertici come il gundi del Nordafrica (Ctenodactylus gundi), il gundi del deserto (Ctenodactylus vali), il gundi di Felou (Massoutiera mzabi), il topo delle piramidi (Jaculus jaculus) e il topo delle piramidi orientale (Jaculus orientalis). Nella regione sono presenti anche piccole popolazioni di gazzelle come la gazzella bianca (Gazella leptoceros), la gazzella dama (Nanger dama) e la gazzella dalla fronte rossa (Eudorcas rufifrons).
L'area è popolata anche da una serie di uccelli adattati alle condizioni xeriche come l'allodola beccoforte (Ramphocoris clotbey), la monachella del deserto (Oenanthe deserti) e la monachella testagrigia (Oenanthe moesta). Nelle aree stagionalmente più ricche di acqua, come la depressione di Siwa, possono essere osservate una quantità di uccelli migratori tra cui il fenicottero minore (Phoeniconaias minor).
Tra i rettili merita infine una menzione la presenza del raro colubro algerino (Hemorrhois algirus).

## Popolazione
L'unica area abitata dell'ecoregione è rappresentata da un insediamento di poche centinaia di persone presente all'interno dell'oasi di Siwa.

## Conservazione
Nonostante al suo interno non esista alcuna area protetta, si può ritenere che l'habitat originario dell'ecoregione sia rimasto intatto e non abbia subito alcuna significativa pressione da parte dell'uomo.